# Corcelles-les-Arts
Corcelles-les-Arts ist eine französische Gemeinde mit 435 Einwohnern (Stand 1. Januar 2022) im Département Côte-d’Or in der Region Bourgogne-Franche-Comté.

## Geografie
Die Gemeinde befindet sich acht Kilometer von Beaune und 47 Kilometer von Dijon entfernt. Nachbargemeinden sind Tailly, Meursault, Puligny-Montrachet und Ébaty im Département Côte-d’Or sowie Chaudenay und Demigny im Département Saône-et-Loire.

## Geschichte
Der Ort geht auf die Haeduer zurück, die vor der Eroberung durch die Römer in der Region siedelten. Nördlich des Ortes wurde eine Villa aus der gallo-römischen Zeit gefunden.
Der Ort entstand vor allem im 12. und 13. Jahrhundert weiter südlich um zwei Landhäuser herum. Im Ort gibt es eine Burg, die vom Mittelalter bis zur Französischen Revolution Sitz verschiedener Herren war. Der Ort war immer von der Landwirtschaft und vor allem vom Weinbau geprägt. Besonders die Rebsorte Gamay war bis zur Reblauskrise Grund für den Wohlstand des Dorfes. Gegen Mitte des 19. Jahrhunderts wurde eine Fläche von 260 Hektar für den Weinanbau genutzt, was fast die Hälfte der Gesamtfläche der Gemeinde ausmachte. Durch den Bau einer Eisenbahnstrecke im Jahr 1850 wurde die Vermarktung des Weines in den Städten erheblich erleichtert. Nach einer Reblauskrise mussten neue Rebsorten angepflanzt werden. Nach dem Zweiten Weltkrieg ging die Weinanbaufläche stetig zurück, heute sind nur noch kleine Flächen erhalten.

## Bevölkerungsentwicklung
| Jahr                       | 1962 | 1968 | 1975 | 1982 | 1990 | 1999 | 2007 | 2016 |
| Einwohner                  | 194  | 230  | 229  | 295  | 375  | 409  | 473  | 472  |
| Quellen: Cassini und INSEE |      |      |      |      |      |      |      |      |

## Sehenswürdigkeiten

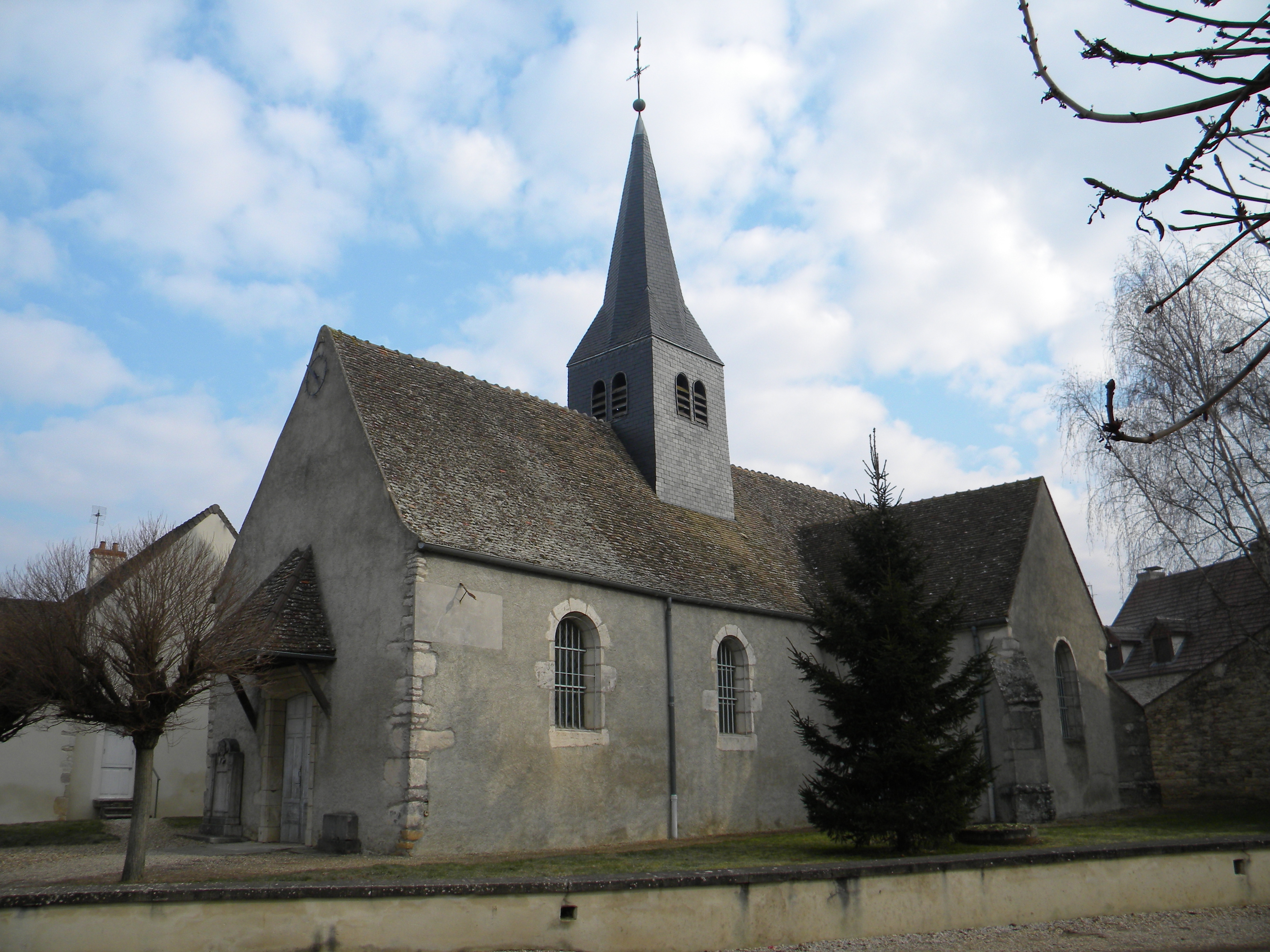
Kirche St. Peter und Paul

- Burg aus dem 11. Jahrhundert (noch heute bewohnt)
- Château de Masse, erbaut unter Ludwig XIV. als Ersatz für die alte Burg
- Romanische Kirche St. Peter und Paul aus dem 12. Jahrhundert
- Waschhaus aus dem späten 19. Jahrhundert[2]